# Curtipleon carinatus
Curtipleon carinatus är en kräftdjursart som först beskrevs av Elena Borisovna Makkaveeva 1971.  Curtipleon carinatus ingår i släktet Curtipleon och familjen Metapseudidae. Inga underarter finns listade i Catalogue of Life.